# 姜富子
姜 富子（カン・ブジャ、朝: 강부자、1941年2月8日 - ）は、韓国の女優、政治家。忠清南道論山出身。本貫は晋州姜氏。仏教徒。忠南大学校韓国語文学科中退。1962年に俳優としてデビューした後、50年以上にわたって韓国の舞台、テレビ、映画で活躍していた。また、KBS・TBCのタレント、BBS・KBS・SBSのラジオ司会者、韓国放送演技者協会副会長を務めたことがある。 
1992年、ソウル大学校行政大学院で国家政策課程を受講した後、第14代国会の途中で政界を引退した鄭周永の後継者として国会議員（比例代表）に繰上当選した。
俳優のイ・ムグォンは夫。

## 主な出演作品

### テレビドラマ
- 玉女（1970年、TBC）
- 一人息子（1972年、TBC）
- ヤ・コムネヤ（1979年、TBC）
- オクトンイ（1981年、KBS）
- 娘がより良い（1984年、KBS）
- 裏切りの薔薇（1990年、MBC） - イ・ウンス役
- 愛がなんだ（1991年、MBC） - アニャンおば、ソンスク役
- 風呂屋の男たち（1996年、KBS） - イ・ギジャ役[13]
- 張禧嬪［チャン・ヒビン］（2002年 - 2003年、KBS） - 荘烈王后役
- ハノイの花嫁（2005年、SBS） - ウヌ・ソグの母役
- 幸せな女（2007年、KBS） - ソン・ヨンスン役
- ありがとうございます（2007年、MBC） - カン・グクチャ役
- 母さんに角が生えた（2008年、KBS） - キム・ハンジャ役
- 三度結婚する女（2013年、SBS） - ソン・ボサル役
- 愛人がいます（2015年 - 2016年、SBS） - ナム・チョロク役
- チョコレート（2019年、JTBC） - ハン・ヨンソル役
- 本物が現れた!（2023年、KBS） - ウン・グムシル役

### 映画
- 蓮花（1974年） - 尹夫人役
- 続・蓮花（1974年） - 尹夫人役
- お母さん（1976年）
- 私たちは夜の車に乗りました（1979年）
- 妻（1983年）
- 砂の城（1988年） - ヨンジュ役
- 愛と涙（1991年）
- 片思い（1998年）
- オグ（2003年） - 黄おばあさん役

- 三日月と夜船（2005年） - おばあさん役[13]

### 舞台
- 1963年 海へ行く記者
- 1964年 青瓦の家
- 1965年 天使女、故郷を見よ
- 1966年 山火事
- 1967年 花さま、花さま、花さま
- 1970年 私たち
- 1994年 私が一番最後に持ちたいもの
- 1997年 オグ[13]